# ازدواج همجنس در آرژانتین

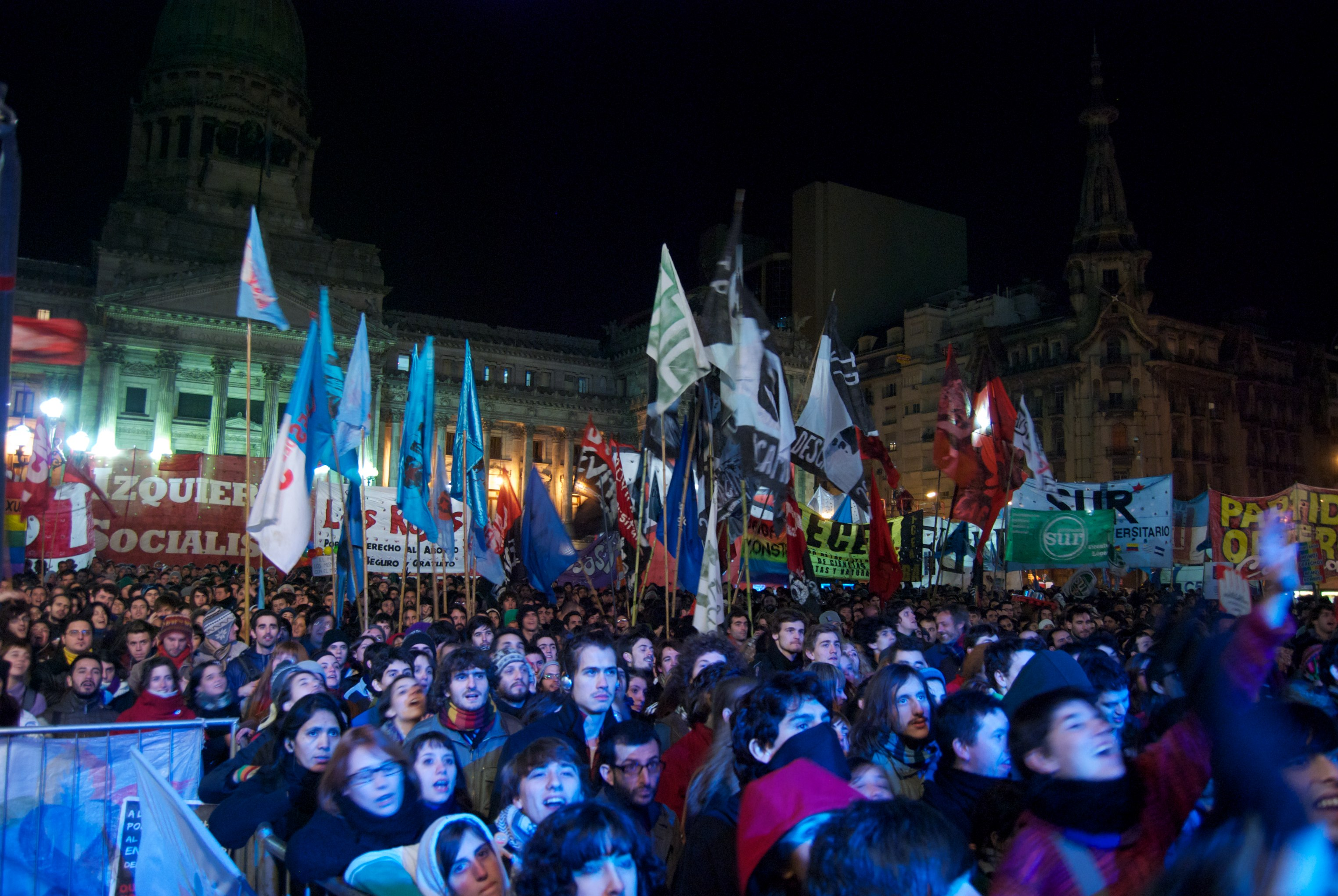
راه‌پیمایی برای پشتیبانی از ازدواج همجنس‌گرایان

ازدواج همجنس‌ در آرژانتین از ۲۲ ژوئیه ۲۰۱۰ قانونی شد. این قانون در پنج مه ۲۰۱۰ توسط مجلس نمایندگان، و در ۱۵ ژوئیه ۲۰۱۰ توسط سنای آرژانتین تصویب شد و رئیس‌جمهور آرژانتین کریستینا فرناندز د کیرشنر در ۲۱ ژوئیه آن را امضا کرد؛ و در ۲۲ ژوئیه رسماً قانونی شد. آرژانتین اولین کشور در آمریکای لاتین است که ازدواج همجنس ها را در سطح کشوری، قانونی کرده‌است؛ و هم‌چنین دهمین کشور در جهان محسوب می‌شود.